# Wielkopole (Jędrzejów)
Pour les articles homonymes, voir Wielkopole.
Wielkopole est une localité polonaise de la gmina de Słupia, située dans le powiat de Jędrzejów en voïvodie de Sainte-Croix.